# Риш (Мозель)
Риш (фр. Riche) — коммуна во французском департаменте Мозель региона Лотарингия. Относится к кантону Шато-Сален. 

## География
Риш расположен в 45 км к юго-востоку от Меца. Соседние коммуны: Певанж и Моранж на севере, Ракранж на северо-востоке, Зарбелен и Лидрезен на востоке, Сотзелен на юге, Ваннкур и Дален на западе, Белланж и Ашен на северо-западе.

## История
- Коммуна бывшего герцогства Лотарингия.

## Демография
По переписи 2008 года в коммуне проживало 195 человек. 

## Достопримечательности
- Следы галло-романской культуры.
- Церковь Сент-Этьен XV века, переделана в XVIII веке.

## Города-побратимы
- Донзнак (Франция)

## Уроженцы
- Шаль-Огюст Сальмон (Charles-Auguste Salmon, 1805—1892) — французский политик и государственный деятель.